# Božena Ecksteinová
Božena Ecksteinová, též Božena Ecksteinová-Hniličková (7. března 1871 Smíchov – 22. května 1930 Praha), byla česká a československá sociálně demokratická politička, meziválečná poslankyně Revolučního národního shromáždění a senátorka Národního shromáždění ČSR za Československou sociálně demokratickou stranu dělnickou,

## Biografie
V letech 1918–1920 zasedala v Revolučním národním shromáždění. Byla profesí úřednicí.
Později působila jako senátorka Národního shromáždění, první žena v roli člena senátu. V parlamentních volbách v roce 1920 získala senátorské křeslo v Národním shromáždění. Mandát obhájila v parlamentních volbách v roce 1925.
Byla členkou předsednictva politického klubu Československé sociálně demokratické stranu dělnické a zastávala post pokladníka strany. Když v roce 1920 procházela sociální demokracie rozkolem, převzala administrativu deníku Právo lidu. Iniciovala vytvoření Studijního jubilejního fondu, který dotoval nadané a nemajetné členky.